# Skänklåt
En skänklåt är en spelmanslåt som i äldre tider spelades medan man samlade in pengar åt spelmannen, liksom när gåvor vid ett bröllop överlämnades till brudparet.
Skänklåtar tillhör den västerländska folkmusiken, har viskaraktär och spelas oftast i jämna taktarter.